# Kettwiger See
Der Kettwiger See, im südlichen Teil des Essener Stadtteils Kettwig gelegen, wurde vom Ruhrverband von 1940 bis 1950, nach dem Stausee Hengsen und vor dem Kemnader See, als zeitlich vorletzter der sechs Ruhrstauseen erbaut. Der Kettwiger See ist im Verlauf der Ruhr flussabwärts der letzte Stausee; er befindet sich etwa sechs Kilometer hinter dem größten, dem Baldeneysee.

## Technische Details
Der Kettwiger Stausee mit einem Inhalt von 1,42 Millionen Kubikmetern dient der Flussklärung durch biologische Selbstreinigung.
Das Stauwehr mit zwei 44 Meter breiten Wehröffnungen staut die Ruhr 6 Meter hoch. Es kann eine Hochwasserabführung von bis zu 2200 Kubikmetern/Sekunde leisten. Ein Rückpumpwerk mit einer Motorleistung von 588 Kilowatt dient der Rückführung von 6000 Litern Wasser pro Sekunde zum Baldeneysee. Die Kette der Rückpumpwerke in der Ruhr kann in besonders trockenen Zeiten damit Wasser aus dem Rhein in die Stauseen zurückpumpen, um die Trinkwasserversorgung weiterhin zu gewährleisten.
Das Wasserkraftwerk mit 5300 Kilowatt Leistung aus drei Kaplan-Turbinen wurde für das Rheinisch-Westfälische Elektrizitätswerk gebaut. Im Jahresmittel werden 16 Millionen Kilowattstunden erzeugt. Eine Schleuse für die Ruhrschifffahrt wurde für Schiffe bis 300 Tonnen errichtet.
Die Kettwiger Ruhrbrücke über das Stauwehr für Fußgänger und Straßenverkehr entstand für eine Brückengemeinschaft unter Führung des Siedlungsverbandes Ruhrkohlenbezirk.
Mit dem Aufstau des Sees und Einrichtung des neuen Stauwehres wurde auch die Schleuse Kettwig, jetzt am rechten Ruhrufer, neu errichtet. Diese hat bei einer Stauhöhe von 6,2 Metern eine Länge von 42,41 Metern und eine Breite von sechs Metern.
Die Ruhrstauseen, die Schleuse und das Laufwasserkraftwerk Kettwig gehören zur Route der Industriekultur.

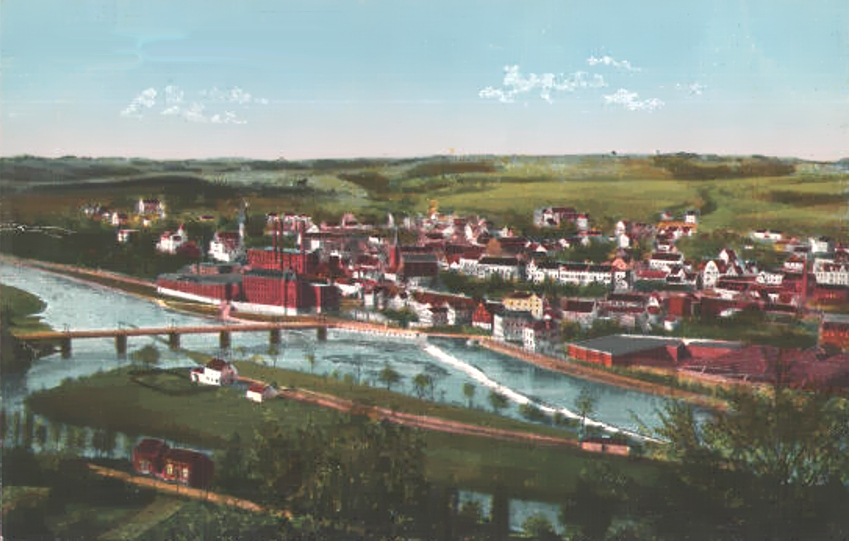
Ansicht 1920er Jahre (vor Bau des Stausees)
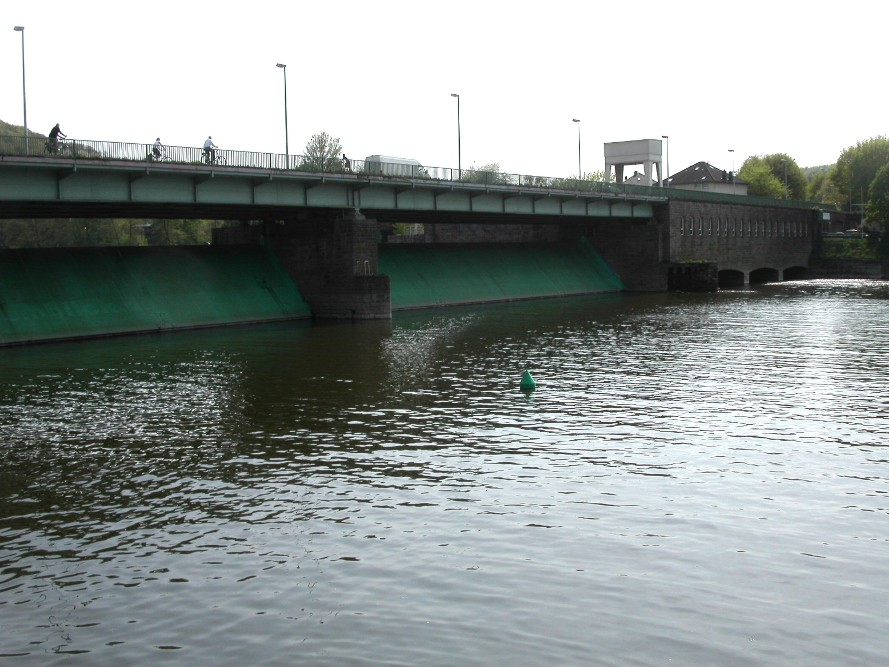
Stauwehr
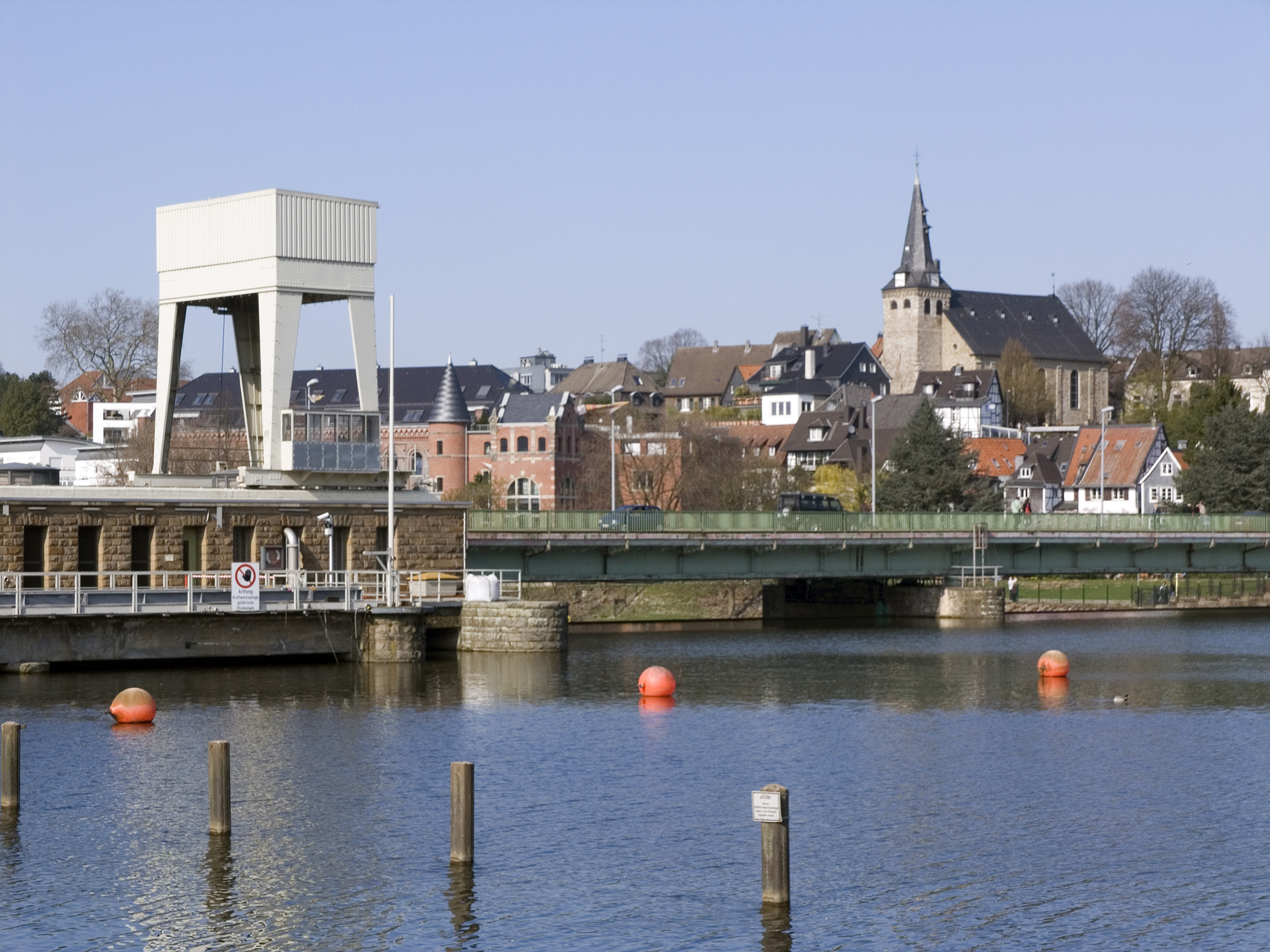
Ruhrbrücke und Kraftwerk
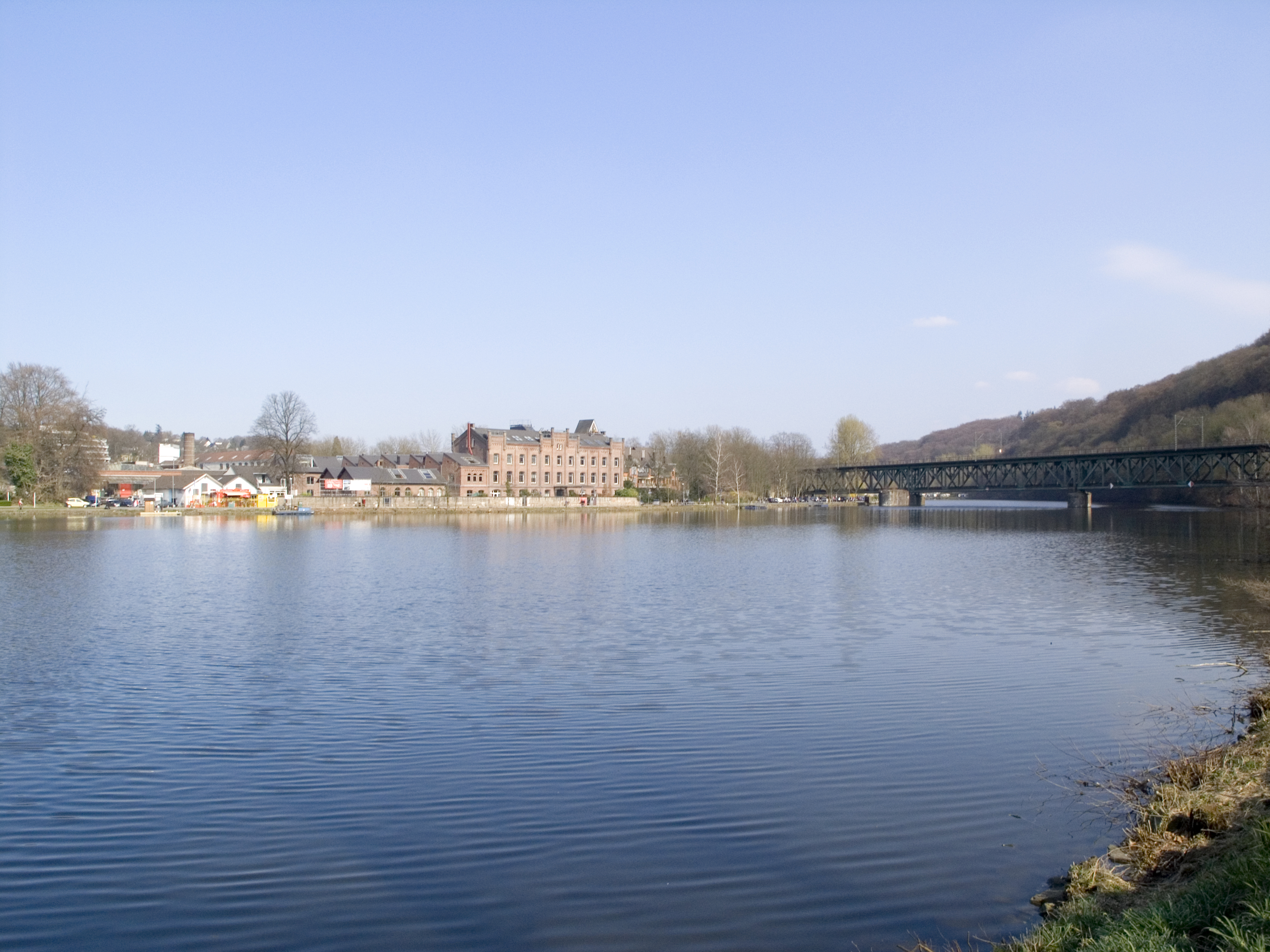
Eisenbahnbrücke

## Trivia
Der 1945 unter dem Namen Kettwig-Pusch eröffnete Haltepunkt Kettwig Stausee trägt seit 1968 den Namen des Sees. Der Haltepunkt befindet sich an seinem Südufer. Doch tatsächlich befinden sich sämtliche Erschließungseinrichtungen des Kettwiger Stausees, z. B. der Tretbootanleger oder der Anleger der Weißen Flotte, am Nordufer.